# Friedrich Spielhagen (Leibarzt)

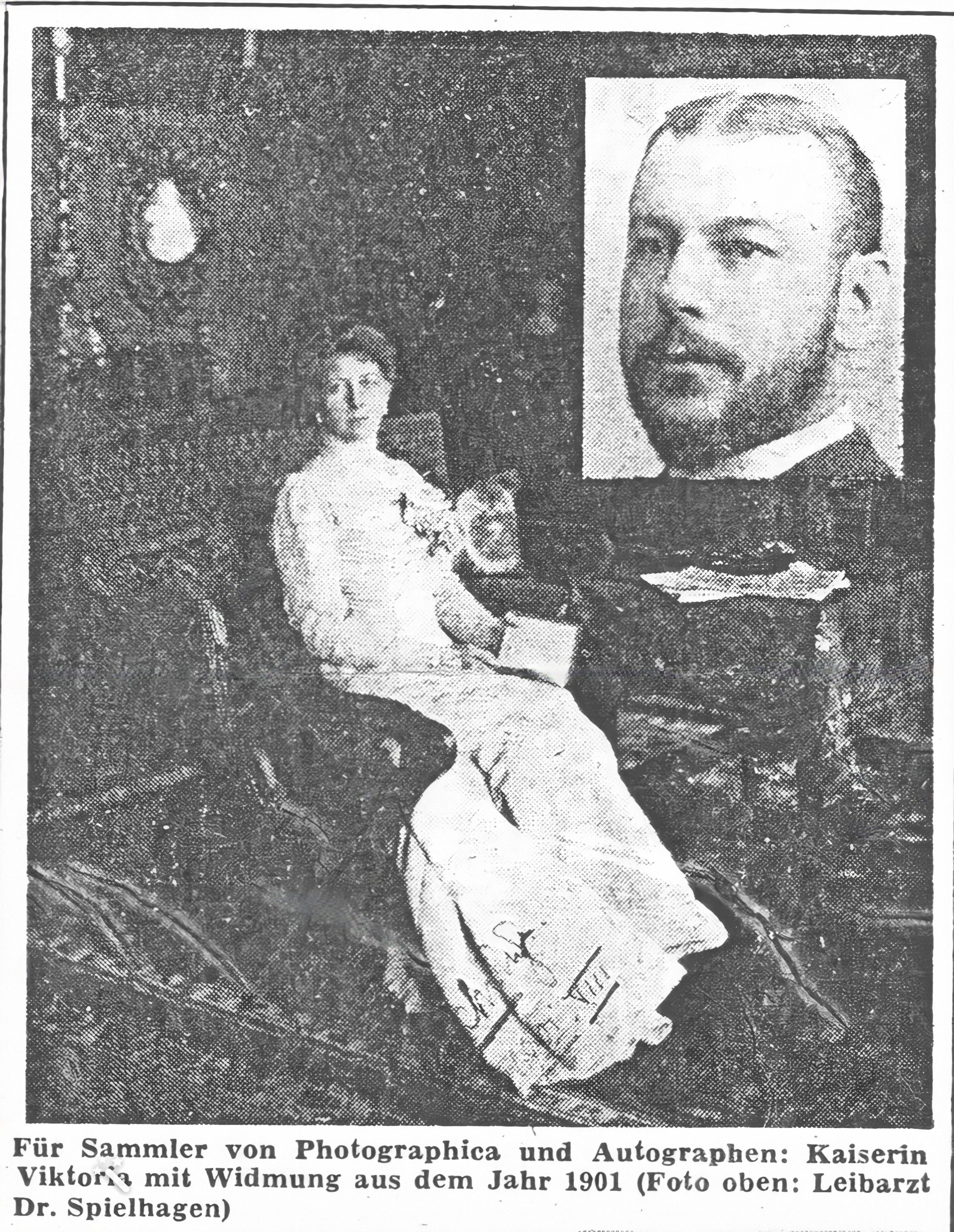
Kaiserin Friedrich und ihr Leibarzt Friedrich Spielhagen, 1901

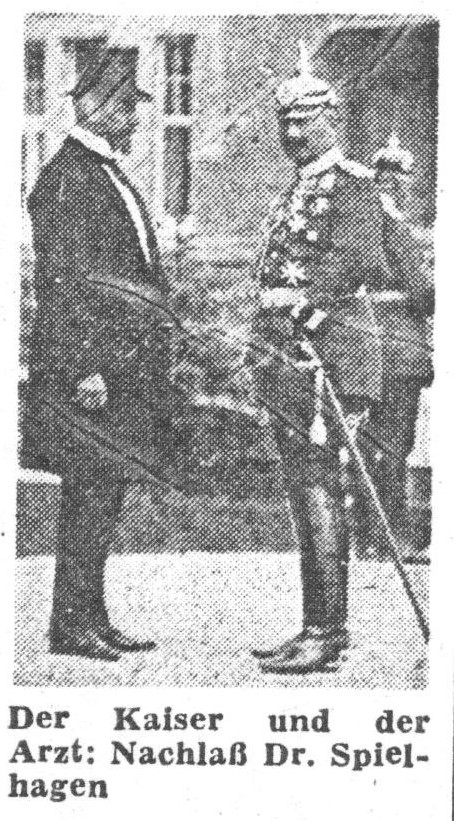
Friedrich Spielhagen und Kaiser Wilhelm II., ca. 1900

Friedrich Gottfried August Spielhagen  (* 20. Oktober 1864 in Magdeburg; † 30. April 1931 in Kronberg im Taunus) war Sanitätsrat in Kronberg im Taunus und Leibarzt der Kaiserin Victoria („Kaiserin Friedrich“) (1840–1901), der Mutter von Kaiser Wilhelm II. (1859–1941).

## Leben
Friedrich Spielhagen wurde als Sohn und neuntes Kind des Stadtbaurats Walther Spielhagen (1822–1899) und dessen Ehefrau Sofie Maria Anna Johanna Steinbach (1828–1887) in Magdeburg geboren.
Der Schriftsteller Friedrich Spielhagen (1829–1911) war sein Onkel, der Musik-Moderator Enno Spielhagen (1918–1974) sein Neffe und der Breslauer Bürgermeister Wolfgang Spielhagen (1891–1945) sein Neffe 2. Grades.
Als Leibarzt von Kaiserin Friedrich begleitete er sie auch auf Auslandsreisen, u. a. bei ihrer letzten Italienreise ab Oktober 1899 nach Südtirol.
Friedrich Spielhagen hatte die ärztliche Leitung des am 29. September 1899 von Kaiserin Friedrich eröffneten Krankenhauses in Kronberg (Kaiserin-Friedrich-Haus), das heute das DRK-Altenwohn- und -Pflegeheim ist.
Am 5. März 1895 heiratete er in Wiesbaden seine erste Frau Mathilde Julie Knoop (1861–1904), die nach einer Fehlgeburt starb. Er heiratete am 21. Dezember 1918 in Kronberg im Taunus seine zweite Frau Clara Therese Wilhelmine Schumacher (1888–1975). Beide Ehen blieben kinderlos.
Seine erste Frau Mathilde Knoop (später Knoop-Spielhagen) war Malerin und Schülerin von Anton Burger (1824–1905) in der Kronberger Malerkolonie, zu deren Mitglieder die selbst malende Kaiserin Friedrich Kontakt pflegte, auch zu Mathilde Knoop, die ein Porträt der Monarchin zeichnete. Dort lernte Friedrich seine spätere Frau Mathilde kennen. Sie hatte sich im Garten ihrer Villa Victoria in Kronberg ein Atelier eingerichtet, das Dr. Spielhagen nach ihrem frühen Tod der Kronberger Bildhauerin Hedwig Ostertag (1877–1945) zeitlebens zur Verfügung stellte.